# Pseudomitraria
Pseudomitraria är ett släkte av insekter. Pseudomitraria ingår i familjen torngräshoppor.
Kladogram enligt Catalogue of Life:
| Pseudomitraria | \| \| Pseudomitraria conradti \| \| \| \| \| \| Pseudomitraria pontificalis \| \| \| \| |
|                | \| \| Pseudomitraria conradti \| \| \| \| \| \| Pseudomitraria pontificalis \| \| \| \| |
|                | Pseudomitraria conradti                                                                 |
|                |                                                                                         |
|                | Pseudomitraria pontificalis                                                             |
|                |                                                                                         |